# 브루스 람세이
브루스 램지(Bruce Ramsay, 1966년 12월 31일 ~ )는 캐나다의 배우이다.
몬트리올에서 태어났다.

## 출연 작품
- 브릭 맨션: 통제불능 범죄구역 (2014년) - 시장 역
- 햄릿(영어판) (2011년) - 햄릿 역
- 둠스데이 지구 최후의 날 (2011년) - 가르시아 역
- Guido Superstar: The Rise of Guido (2010)
- 리버월드 (2010년)
- 어머니와 딸 (2008년)
- 더 시크릿 (2007년)
- 브레이크 어 레그 (2005년)
- 암네시아 (2005년)
- 베이비 포 세일 (2004년)
- 홀즈 (2003년)
- 타임라인 (2003년)
- 익스폴르딩 오이디푸스 (2001년)
- 스타스트럭 (1998년)
- 히트 미 (1996년)
- 커들드 (1996년)
- 헬레이저 4 브러드라인 (1996년)
- 뉴에이지 (1994년)
- 킬링 죠 (1993년)
- 얼라이브 (1993년) - 칼리토스 파에즈 역
- 투 캐치 어 킬러 (1992년)
- 마라렉 (1989년)
- 상처 뿐인 훈장 (1989년)

### 텔레비전
- XIII:코드네임13 시즌2